# Obeidia gigantearia
Obeidia gigantearia là một loài bướm đêm trong họ Geometridae.

## Hình ảnh

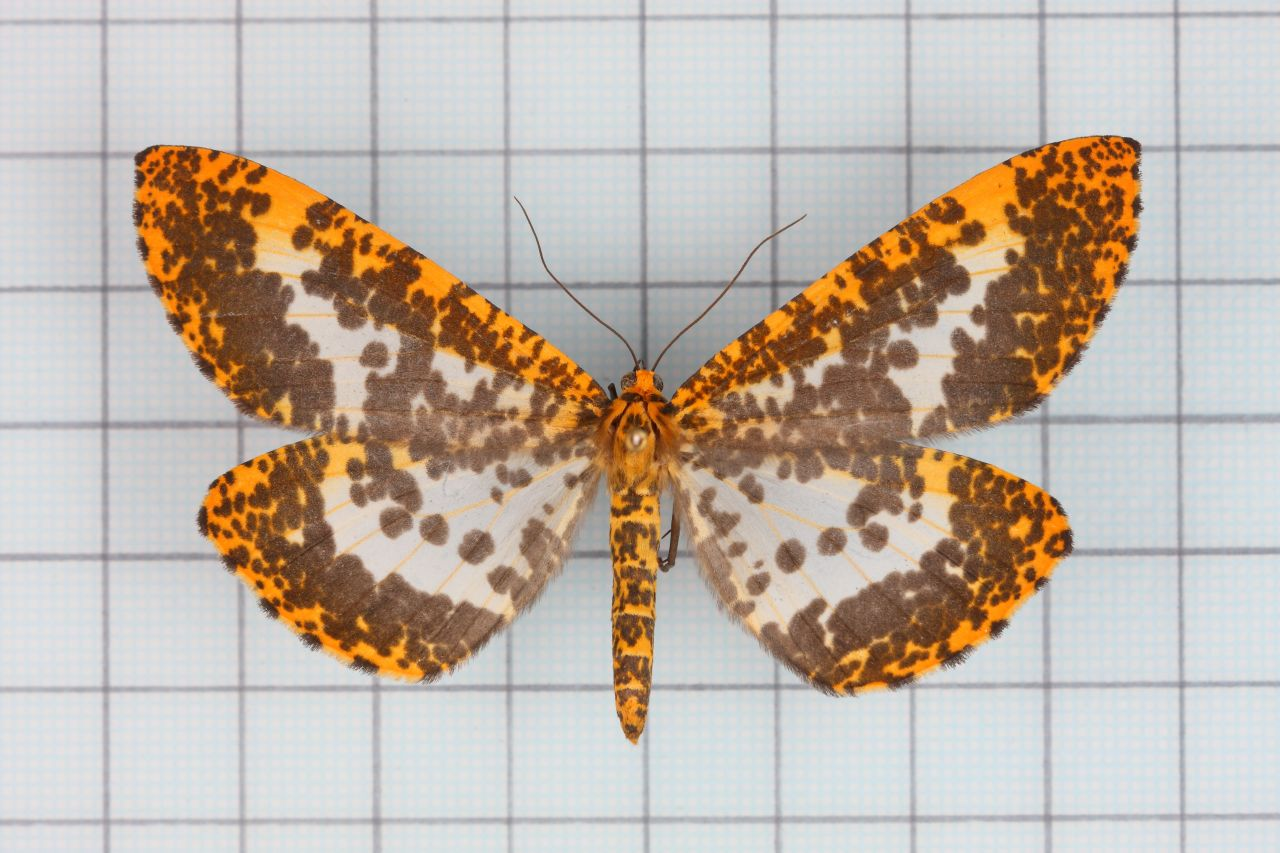
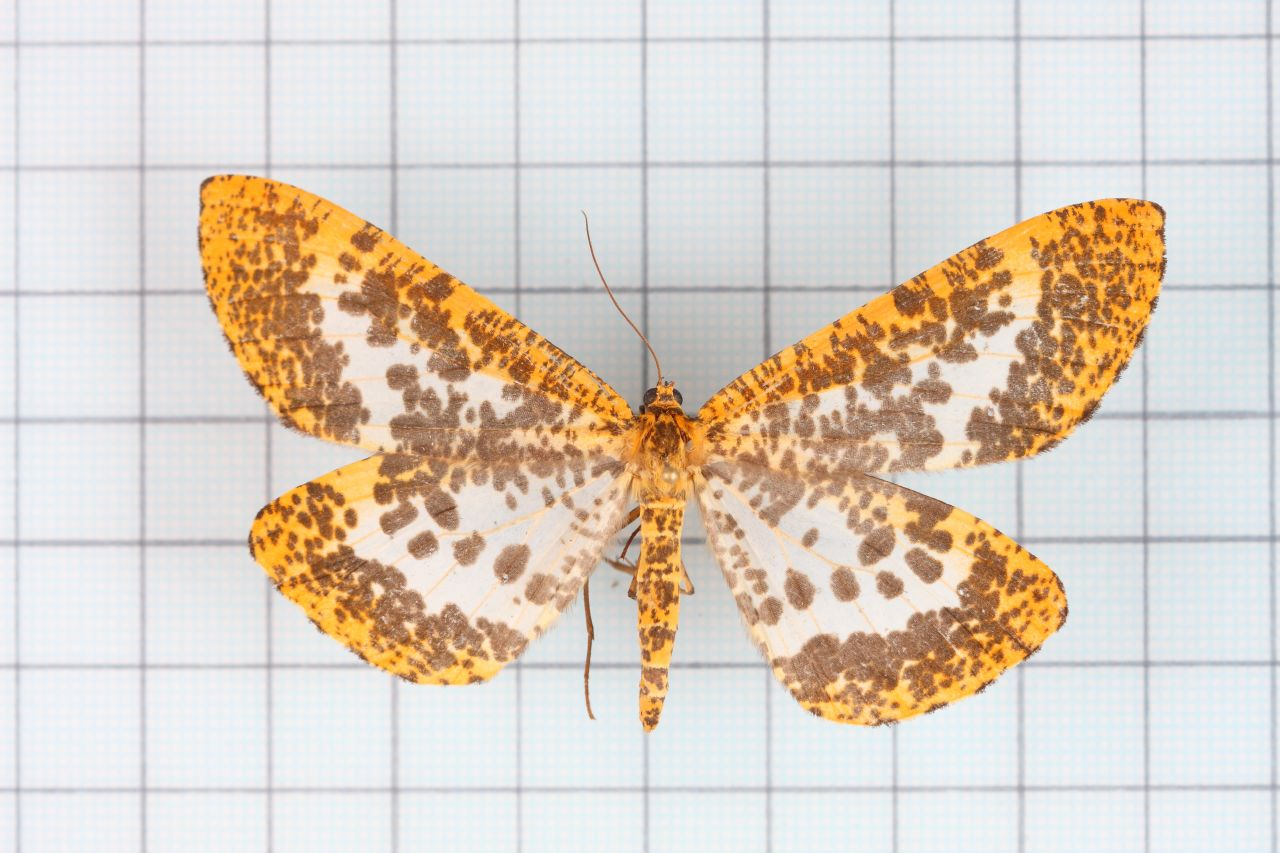